# Premi Tezuka
El Premi Tezuka (手冢赏, Tezuka Sho), iniciat el 1971, és un certamen semianual de manga ofert per l'editorial japonesa Shueisha (集英社), sota els auspicis de la seva revista Weekly Shonen Jump. Destaquen les categories següents: premi al millor artista novell de manga en la categoria d'història; premi homòleg, Premi Akatsuka, al millor artista novell de manga en la categoria de comèdia. El premi és anomenat així pel pioner del manga Osamu Tezuka i està dissenyat per donar a conèixer nous talents. El premi per al millor treball té el valor d'un milió de iens i per a un lloc menor però també digne, mig milió de iens. Aquests premis no es fan efectius (com sol passar en aquests casos) si el jutjat creu que el treball dels candidats no és digne.
Històricament són atorgats a persones joves que no superen de gaire els 20 anys. Alguns d'ells han passat a convertir-se en professionals.

## Comitè de selecció

### Jurat
- Osamu Tezuka (1971-1988)
- Fujio Akatsuka (1989-2008)

### Membres del comitè suprem
Aquests són els membres més destacats del comitè.
- Akira Toriyama (Jurat d'interpretació)
- Nobuhiro Watsuki
- Eiichiro Oda
- Masashi Kishimoto
- Riichiro Inagaki
- Tezuka Productions